# Francisco de Borja Pavón
Francisco de Borja Pavón y López (Córdoba, 1814-Córdoba, 1904) fue un escritor, académico y farmacéutico español.

## Biografía
Nació el 10 de octubre de 1814 en Córdoba. Miembro de la Real Academia de Córdoba de Ciencias, Bellas Letras y Nobles y Artes, fue cronista de Córdoba y autor de numerosos estudios históricos y trabajos literarios y críticos, tratando temáticas como la historia, la crítica artística, las ciencias físicas y naturales, la arqueología y la numismática. Falleció el 21 de septiembre de 1904 en Córdoba. Se le puso su nombre a la calle cordobesa donde nació.

## Publicación
- Cuenca, Carlos Luis de (8 de octubre de 1904). «Nuestros grabados». La Ilustración Española y Americana (Madrid) XLVIII (37): 195-198. ISSN 1889-8394.
- Palma Robles, Luisfernando (2020). «Los Pavón: tres generaciones de farmacéuticos en la Real Academia de Córdoba». Boletín de la Real Academia de Córdoba de Ciencias, Bellas Letras y Nobles Artes 99 (169): 205-248. ISSN 0034-060X.

- Datos: Q81619033
- Multimedia: Francisco de Borja Pavón / Q81619033